# Latin Grammy Award all'album dell'anno
Il Latin Grammy all'album dell'anno è la versione latina del premio Album of the Year ai Grammy Awards. Viene assegnato annualmente in occasione dei Latin Grammy Awards, una cerimonia che premia e riconosce i progetti musicali degli artisti latini negli Stati Uniti e in ambito internazionale. Il premio viene assegnato agli artisti, i produttori e tutti coloro che hanno contribuito allo sviluppo dell'album in studio. Non sono ammessi album di registrazioni precedentemente pubblicate, come ripubblicazioni, raccolte di vecchie registrazioni e compilation. A partire dal 2018, i cantautori possono beneficiare del riconoscimento solo se almeno il 33% del tempo di riproduzione dell'album è composto da loro stessi.

## Vincitori e nominati
| Anno | Vincitore(i) | Album                       | Nominati | Nota   |
| ---- | --- | --------------------------- | --- | ------ |
| 2000 | Luis Miguel prodotto da Luis Miguel missaggio di Al Schmitt e Rafa Sardina | Amarte es un Placer         | - Juan Luis Guerra – Ni Es Lo Mismo Ni Es Igual - Caetano Veloso – Livro - Carlos Vives – El Amor de Mi Tierra - Shakira – MTV Unplugged | [ 4 ]  |
| 2001 | Alejandro Sanz prodotto da Emanuele Ruffinengo missaggio di Joel Numa, Roberto Cantele e Roberto Maccagno | El Alma al Aire             | - Vicente Amigo – Ciudad de las Ideas - Gilberto Gil – As Canções de Eu Tu Eles - Juanes – Fíjate Bien - Paulina Rubio – Paulina | [ 5 ]  |
| 2002 | Alejandro Sanz prodotto da Humberto Gatica missaggio di Kenny O'Brien, Chris Brook e Eric Schilling | MTV Unplugged               | - Miguel Bosé – Sereno - Celia Cruz – La Negra Tiene Tumbao - Ivan Lins – Jobiniando - Carlos Vives – Déjame Entrar | [ 6 ]  |
| 2003 | Juanes prodotto da Gustavo Santaolalla missaggio di Anibal Kerpel, Joe Chiccarelli e Thom Russo | Un Día Normal               | - Bacilos – Caraluna - Rubén Blades – Mundo - Alexandre Pires – Estrella Guía - Tribalistas – Tribalistas | [ 7 ]  |
| 2004 | Alejandro Sanz prodotto da Lulo Pérez missaggio di Mick Guzauski, Pepo Sherman e Rafa Sardina | No Es Lo Mismo              | - Bebo & Cigala – Lágrimas Negras - Kevin Johansen – Sur o No Sur - Maria Rita – Maria Rita | [ 8 ]  |
| 2005 | Ivan Lins prodotto da Moogie Canazio missaggio di Luiz Tornaghi masterizzato da Luiz Tornaghi | Cantando Histórias          | - Bebe – Pafuera Telarañas - Obie Bermúdez – Todo el Año - Intocable – X - Diego Torres – MTV Unplugged | [ 9 ]  |
| 2006 | Shakira prodotto da Léster Méndez missaggio di Gustavo Celis, Kevin Killen, Ron Jabobs masterizzato da Luiz Tornaghi | Fijación Oral Vol. 1        | - Gustavo Cerati – Ahí Vamos - Chayanne – Cautivo - León Gieco – Por Favor, Perdón y Gracias - Julieta Venegas – Limón y Sal | [ 10 ] |
| 2007 | Juan Luis Guerra prodouzione e missaggio di Allan Leschhorn Luis Mansilla e Ronnie Torres masterizzato da Adam Ayan | Llave de Mi Corazón         | - Miguel Bosé e artisti vari – Papito - Calle 13 – Residente o Visitante - Ricky Martin – MTV Unplugged - Alejandro Sanz – El Tren de los Momentos | [ 11 ] |
| 2008 | Juanes prodotto da Gustavo Santaolalla missaggio di Steve Churchyard, Jorge da Silva, Anibal Kerpel e Thom Russo masterizzato da Tom Baker | La Vida... Es un Ratico     | - Concha Buika – Niña de Fuego - Café Tacvba – Sino - Vicente Fernández – Para Siempre - Kany García – Cualquier Día | [ 12 ] |
| 2009 | Calle 13 prodotto da Rafael Arcaute, Eduardo Cabra, Ivan Gutiérrez, Edgardo Matta e René Pérez missaggio di Rodrigo Barria, Cesar Dellano, Ivan Gutierrez, Guillermo Mandrafina, Carlos Velazquez, Ramón Martínez e Omar Vivoni masterizzato da James Cruz                                  | Los de Atrás Vienen Conmigo | - Andrés Cepeda – Día Tras Día - Luis Enrique – Ciclos - Ivan Lins & The Metropole Orchestra – Regência: Vince Mendoza - Mercedes Sosa – Cantora 1 | [ 13 ] |
| 2010 | Juan Luis Guerra prodotto da Allan Leschhorn missaggio di David Channing, Rafael Lazzaro, Allan Leschhorn, Luis Mansilla, Janina Rosado, Allen Sides e Ronnie Torres masterizzato da Adam Ayan                                                                                              | A Son de Guerra             | - Bebe – Y. - Miguel Bosé – Cardio - Camila – Dejarte de Amar - Alejandro Sanz – Paraíso Express | [ 14 ] |
| 2011 | Calle 13 prodotto da Edgar Abraham e Rafael Arcaute missaggio di Felipe Álvarez, John Blais, Eduardo Cabra, David Cárdenas, Ivan Gutierrez, Lee Levin, José Martínez, Ramón Martinez, Edgardo Matta, Daniel Ovie, Carlos Velazquez, Charles Wakeman e Dan Warner masterizzato da James Cruz | Entren Los Que Quieran      | - Alex, Jorge y Lena – Alex, Jorge y Lena - Franco De Vita – En Primera Fila - Enrique Iglesias – Euphoria - Shakira – Sale el Sol | [ 15 ] |
| 2012 | Juanes prodotto da Juan Luis Guerra missaggio di Gustavo Borner masterizzato da Gustavo Borner | MTV Unplugged               | - Ricardo Arjona — Independiente - Bebe — Un Pokito de Rocanrol - Chico Buarque — Chico - ChocQuibTown — Eso Es Lo Que Hay - Jesse & Joy — ¿Con Quién Se Queda El Perro? - Carla Morrison — Déjenme Llorar - Reik — Peligro - Arturo Sandoval — Dear Diz (Every Day I Think of You) - Caetano Veloso, Gilberto Gil e Ivete Sangalo — Especial Ivete, Gil E Caetano | [ 16 ] |
| 2013 | Draco Rosa prodotto da George Noriega & Draco Rosa missaggio di Seth Atkins Horan, Dave Clauss, Nelson "Gazu" Jaime, Allan Leschhorn, Fernando Quintana, Fabián Serrano, Sadaharu Yagi & Benny Faccone masterizzato da Bob Ludwig                                                           | Vida                        | - Pablo Alborán — Tanto - Bajofondo — Presente - Miguel Bosé — Papitwo - Andrés Cepeda — Lo Mejor Que Hay En Mi Vida - Natalie Cole — Natalie Cole en Español - Gian Marco — Versiones - Alejandro Sanz — La Música No Se Toca - Carlos Vives — Corazón Profundo                                                                                                   | [ 17 ] |
| 2014 | Paco de Lucia prodotto da Paco de Lucía missaggio di Paco de Lucía & Bori Alarcón masterizzato da Bori Alarcón | Canción Andaluza            | - Marc Anthony — 3.0 - Rubén Blades — Tangos - Calle 13 — Multi Viral - Camila — Elypse - Lila Downs, Niña Pastori, Soledad — Raíz - Jorge Drexler — Bailar en la Cueva - Fonseca — Fonseca Sinfónico - Jarabe de Palo — Somos - Carlos Vives — Más Corazón Profundo                                                                                               | [ 18 ] |
| 2015 | Juan Luis Guerra prodotto da Juan Luis Guerra & Janina Rosado missaggio di Edgar Barrera, Rafael Lazzaro, Allan Leschhorn e Ronnie Torres masterizzato da Adam Ayan | Todo Tiene Su Hora          | - Pepe Aguilar — MTV Unplugged - Rubén Blades con Roberto Delgado & Orquesta — Son de Panamá - Miguel Bosé — Amo - Café Quijano — Orígenes: El Bolero Volumen 3 - Natalia Jiménez — Creo En Mí - Natalia Lafourcade — Hasta la Raíz - Monsieur Periné — Caja De Música - Alejandro Sanz — Sirope - María Toledo — ConSentido                                       | [ 19 ] |
| 2016 | Juan Gabriel prodotto da Gustavo Farías missaggio di Pete Fuchs, Dan Moore, Erwin Ríos, Diego Farías, Gustavo Farías, Peter Fuchs, Dan Moore, Dave Rideau e Jean Smitt | Los Dúo 2                   | - Pablo Alborán — Tour Terral - Andrea Bocelli — Cinema (Edición En Español) - Andrés Cepeda — Mil Ciudades - Djavan — Vidas Pra Contar - Fonseca — Conexión - Jesse & Joy — Un Besito Más - José Lugo & Guasábara Combo — ¿Donde Están? - Diego Torres — Buena Vida - Julieta Venegas — Algo Sucede                                                               | [ 20 ] |
| 2017 | Rubén Blades con Roberto Delgado & Orquesta prodotto da Roberto Delgado missaggio di Pablo Governatori, Ignacio Molino e Daniel Ovie | Salsa Big Band              | - Antonio Carmona — Obras Son Amores - Vicente García — A La Mar - Nicky Jam — Fénix - Juanes — Mis Planes Son Amarte - Mon Laferte — La Trenza - Natalia Lafourcade — Musas (Un Homenaje al Folclore Latinoamericano en Manos de Los Macorinos, Vol. 1) - Residente — Residente - Shakira — El Dorado - Danay Suárez — Palabras Manuales                          | [ 21 ] |
| 2018 | Luis Miguel prodotto da Luis Miguel e David Reitzas missaggio di David Reitzas scritto da José Alfredo Jiménez, | ¡México Por Siempre!        | - Pablo Alborán — Prometo - J Balvin — Vibras - Chico Buarque — Caravanas - Jorge Drexler — Salvavidas de Hielo - El David Aguilar — Siguiente - Kany García — Soy Yo - Natalia Lafourcade — Musas: Un Homenaje al Folclore Latinoamericano en Manos de Los Macorinos, Vol. 2 - Monsieur Periné — Encanto Tropical - Rozalén — Cuando El Río Suena...              | [ 22 ] |
| 2019 | Rosalía prodotto da El Guincho e Rosalía, missaggio di Jaycen Joshua Antón Álvarez Alfaro scritto da El Guincho e Rosalía, masterizzato da Chris Athens | El Mal Querer               | - Paula Arenas — Visceral - Rubén Blades — Paraíso Road Gang - Andrés Calamaro — Cargar la Suerte - Fonseca — Agustín - Luis Fonsi — Vida - Alejandro Sanz — El Disco - Ximena Sariñana — ¿Dónde Bailarán las Niñas? - Tony Succar — Más de Mi - Sebastián Yatra — Fantasía                                                                                        | [ 23 ] |
| 2020 | Natalia Lafourcade prodotto da Kiko Campos registrato da José Luis Fernández e Rubén López Arista missaggio di Rubén López Arista scritto da Natalia Lafourcade masterizzato da Michael Fuller                                                                                              | Un Canto por México Vol. 1  | - Bad Bunny — YHLQMDLG - J Balvin e Bad Bunny — Oasis - J Balvin — Colores - Camilo — Por Primera Vez - Kany García — Mesa Para Dos - Jesse & Joy — Aire (Versión Día) - Ricky Martin — Pausa - Fito Páez — La Conquista del Espacio - Carlos Vives — Cumbiana | [ 24 ] |